# Cecco e Cipo
Cecco e Cipo sono un duo di cantautori italiani formatosi nel 2009 a Vinci, costituito da Simone Ceccanti (Empoli, 21 settembre 1992) e Fabio Cipollini (Empoli, 6 ottobre 1992).

## Storia del gruppo

### Gli esordi
Iniziano a suonare e a scrivere dando vita al loro primo brano dal titolo La canzone di Boe (primo e unico brano scritto a quattro mani) dedicato al personaggio dei Simpson Boe Szyslak cominciando a suonare i venerdì sera al Circolino Arci di Petroio (Vinci).

### Dall'origine, il primo EP (2010)
Il 2010 vede la prima registrazione di un EP autoprodotto grazie al premio vinto a un concorso locale: il titolo è Dall'origine e la copertina raffigura un uovo su sfondo bianco. Nel tentativo di entrare nelle programmazioni dei locali arrivano a fingersi agenzia di booking, e la cosa funziona, tanto che successivamente anche altre band contattano la fittizia "Mantha Booking", che sparirà di lì a breve. In seguito scrivono un brano dedicato ad una via empolese dal titolo Via del Gelsomino.

### Roba da maiali(2011)
Nel maggio del 2011 durante l'esibizione alla XV edizione del concorso Suoni nella Notte fanno conoscenza con Matteo Guasti dell'etichetta Labella che gli propone la realizzazione di un vero e proprio album supportati da alcuni amici musicisti, Mario Marmugi, Janko e Alessandro Severi, componenti dei Baluba Shake. L'album, dal titolo Roba da maiali, viene registrato a metà ottobre e presentato l'11 dicembre al teatro Il momento di Empoli. Cecco e Cipo portano in giro la loro musica dapprima da soli, poi aggiungendo alla formazione in duo il tastierista Matteo Calugi, denominato "Maestro".
Nel gennaio 2013 vincono il Premio Sete Sóis Sete Luas come "Miglior gruppo emergente Toscano", premio che li porterà ad esibirsi in Portogallo.

### Il secondo album,Lo gnomo e lo gnù(2014)
Il 19 Maggio 2014 esce il singolo Orazio. L'album Lo gnomo e lo gnù. viene presentato il 16 giugno.
Tra i musicisti ospiti compaiono Lodo Guenzi de Lo Stato Sociale (in Hanno fatto un monumento al grasso) e Tommaso Spinelli allora bassista de L'Orso (in Ninna e Zigulì). Nel frattempo si aggiunge alla band Roberto Bochicchio ("Boa") e il batterista Francesco Cecchi, sostituito poi da Dimitri Romanelli ("Olmo"), e lo spettacolo del gruppo si consolida in maniera sostanziale.

### X Factore il#Vaccaboia Tour
Nel settembre del 2014 vengono trasmesse le audizioni di X Factor e Cecco e Cipo presentano il loro brano Vacca Boia (contenuto nel primo album Roba da maiali) il quadretto tanto convincente quanto stralunato di un uomo innamorato della sua mucca (Cecco dichiarerà successivamente di aver scritto il brano dopo un racconto del padre, che da piccolo aveva una gallina ammaestrata: un bel giorno però, la nonna, la trasformò in un brodo e la servì a tavola).
La puntata successiva di X Factor vede il duo eliminato da Morgan nella fase dei bootcamp, ma il pubblico contesta in maniera massiccia tanto che Morgan, in scene successivamente escluse dal montaggio presentato in TV, viene letteralmente preso di mira dai cori del pubblico contrariato.
Il video dell'esibizione raggiunge in poco tempo 2 milioni di visualizzazioni, l'hastag #ceccoecipo diventa il più twittato d'Italia e "Vacca boia" è uno dei  singoli più venduti nello stivale, mentre Wender di Radio Deejay propone il remix di Vacca Boia.
Con l'agenzia Musiche Metropolitane (Gatti Mézzi, Mau Mau e Mauro Ermanno Giovanardi, Bobby Solo, Gary Lucas, Massimo Zamboni) si mettono al lavoro per portare il live in giro per l'Italia. Il successo del tour invernale fa da trampolino al giro estivo, che si conclude a Settembre e che porta la band a esibirsi in quasi 100 club e piazze contando numerosi sold out fino al 3 ottobre, data in cui ricevono il premio speciale MEI all'interno del Meeting delle Etichette Indipendenti di Faenza come band più attiva d'Italia . Il 26 settembre vede l'uscita di un videoclip cortometraggio del tour, sulle note della canzone Bè. Nello stesso anno realizzano una canzone per Sebach e una per Sammontana.

### Apparizioni televisive
Partecipano invece a trasmissioni quali Occupy Deejay e Quelli che il calcio, in qualità di inviati dell'Empoli F.C. dopo aver partecipato alla realizzazione dell'inno del club, intrattenendo Nicola Savino e il pubblico con intermezzi musicali. Nello stesso anno entrano a far parte della Nazionali Cantanti.

### Il terzo albumFLOP(2016)
L'ultima parte del 2015 li vede impegnati nella produzione di alcuni live in collaborazione con Francesco Tricarico. Il 20 gennaio 2016 è pubblicato il videoclip di Non voglio dire, primo singolo estratto del nuovo album pubblicato l'11 marzo. L'album contiene 13 tracce inedite. Da marzo ad ottobre dello stesso anno il duo porta nei club italiani il Flop tour accompagnati dalla loro band. Il 10 Giugno esce su tutte le piattaforme digitali il secondo singolo Amore a Strisce, seguito da  Ma l'amore che cos'è?  e  Cita.

### La Vittoria diStrafactore la finalissima diX-Factor
Nel dicembre 2016 Cecco e Cipo partecipano e vincono la prima edizione di Strafactor aprendo la finale del programma al Mediolanum Forum di Assago con il loro singolo Non Voglio Dire.
Da ottobre 2016 a gennaio 2017 sono impegnati al PLOF! tour, un tour di 40 concerti nei club d'Italia in trio accompagnati dai tasti di Antonio Bollettino
Il 27 maggio 2017 viene pubblicato il videoclip di Ma l'amore che cos'è, interamente fatto dai fan.
Da marzo a ottobre 2017 sono impegnati nel #Solemarececcoecipo tour, un tour in formazione completa, terminato il 14 ottobre a Firenze con la registrazione live del concerto. Il 25 dicembre esce su tutte le piattaforme digitali Live al Combo, il loro primo disco live.

### Quarto album
Il 19 ottobre 2018 dopo più di un anno di pausa, esce su tutte le piattaforme il nuovo singolo "Tutto il bello che c'è".
Il 1º marzo 2018 esce il secondo singolo "Decidi tu" e il 15 marzo 2018 esce per Blackcandy Produzioni / Warner Chappell / Believe il loro quarto album "Straordinario", contenente 8 tracce inedite. Viene presentato lo stesso giorno a Firenze facendo il tragitto fino alla stazione di Santa Maria Novella di Firenze in tramvia con i fan. Lo stesso mese parte il "Tour Straordinario" nei club. L'8 giugno danno inizio al loro tour estivo "Un Caldo Straordinario "
Il 21 Giugno suonano all'interno del carcere di Mario Gozzini Sollicciano a Firenze per i detenuti e le loro famiglie in occasione del solstizio d'estate.
Il 21 Novembre inizia il tour invernale nei club "più che straordinario" in collaborazione con Blackcandy Produzioni.
Nel 2021 il duo diventa un trio e porta in giro nei palchi d'estate il "Falò con Cecco e Cipo tour".

### Quinto album
Esce il 21 Gennaio 2022 per Blackcandy produzioni / Warner Chappell Music il quinto lavoro del duo "Con permesso" anticipato dai singoli "Ancora un'altra volta", "I due eschimesi dell'isola di Baffin" e "Che fine ho fatto". Il 23 Marzo 2022 parte da Milano il tour "Con permesso tour" in duo.
Nel Dicembre del 2022 esce come singolo "Forse dovresti farci più caso", pezzo uscito in versione acustica su youtube durante la pandemia.
Nel 2023 decidono di scrivere uno spettacolo teatrale e partono per il "Come non avere successo" tour. 
Cecco e cipo raccontano la loro carriera musicale con una veste inaspettata. Ricordano le tappe salienti del loro viaggio attraverso aneddoti personali, scene epiche, alti e bassi e tanta ironia, caratteristica vincente del duo. Con questo spettacolo e al netto dei loro suggerimenti, il duo toscano si propone di lasciare un lascito allo spettatore: se volete diventare famosi, ricchi, influenti, benestanti, non fate niente di tutto quello che hanno fatto loro. Non manca ovviamente la loro musica a condire in maniera impeccabile il loro racconto.

## Discografia

### EP
- 2010 – Dall'origine
- 2024 - Le mirabolanti avventure di Cecco e Cipo su Plutone
- 2025 - Le mirabolanti avventure di Cecco e Cipo in Reazioni e Relazioni

### Album in studio
- 2011 – Roba da maiali
- 2014 – Lo gnomo e lo gnù
- 2016 – Flop
- 2019 – Straordinario
- 2022 – Con permesso

### Album live
- 2017 – Live al Combo

### Singoli
- 2011 – Vacca Boia
- 2014 – Orazio
- 2015 – Be'
- 2016 – Non voglio dire
- 2016 – Amore a strisce
- 2017 – Ma l'amore che cos'è?
- 2017 – Cita
- 2018 – Tutto il bello che c'è
- 2019 – Decidi tu
- 2019 – Mi sento una betulla in piena estate insieme a te
- 2021 – Ancora un'altra volta
- 2021 – I due eschimesi dell'isola di Baffin
- 2022 – Che fine ho fatto
- 2022 - Forse dovresti farci più caso
- 2023 - Intramontabile

## Tournée
- 2010 Cecco e Cipo in tour
- 2011 / 2012 / 2013 - Roba da Maiali tour
- 2014 / 2015 - #Vaccaboia Tour
- 2016 - FLOP Tour
- 2016 / 2017 - PLOF! Tour
- 2017 - Canzoni Per Merenda (tour nelle scuole)
- 2017 - Sole, Mare, Cecco e Cipo Tour
- 2018 - Cecco e Cipo dj set in tour
- 2019 - Tour Straordinario
- 2019 - Un Caldo Straordinario tour
- 2019 / 2020 - Più Che Straordinario tour
- 2021 - Falò con Cecco e Cipo tour
- 2022 - Con permesso tour
- 2022 - Con permesso estate tour
- 2023 - Come non avere successo tour
- 2024 / 2025  - #vaccaboiatour 10 anni dopo

## Format e rubriche
- "Canzoni per merenda" rubrica settimanale su facebook dal 2015 al 2017.
- "Non ho capito Cecco e Cipo" format in onda su twitch ogni Lunedì e Mercoledì sera dalle 21:00.
- "Cecco e Cipo il Podcast" format dal vivo al The Square di Firenze con ospiti una volta ogni due mesi disponibile su Spotify.

## Premi e riconoscimenti
- 2013 - "Miglior Gruppo Toscano" Sete Sois Sete Luas
- 2015 - "Roba da Maiali" entra nella TopTen di iTunes tra gli album più venduti in Italia, entrano in classifica F.I.M.I. e tra i più ascoltati su Spotify.
- 2015 - "Premio Speciale #Vaccaboia Tour" Mei come gruppo dell'anno più attivo nei live.
- 2016 - "Primi Classificati" Strafactor

## Formazione
Attuale band
- Simone Ceccanti - voce, chitarra, ukulele (2009-presente)
- Fabio Cipollini - voce, chitarra, ukulele (2009-presente)
- Roberto Bochicchio - basso, cori (2014-presente)
- Dimitri Romanelli - batteria (2014-presente)
- Federico Gaspari - chitarra (2016-presente)
- Jacopo Perra - tastiere / Synth (2018 - presente)

Formazione in trio
- Simone Ceccanti - voce, chitarra, ukulele (2009-presente)
- Fabio Cipollini - voce, chitarra, ukulele (2009-presente)
- Antonio Bollettino - piano, cori (2016-2017)
- Federico Gaspari - chitarra acustica (2021)

Ex componenti
- Francesco Cecchi - batteria (2013-2014)
- Matteo Calugi - tastiera, cori (2012-2016)
- Antonio Bollettino - piano, cori (2016-2017)